# Јелисејска поља (Париз)
Јелисејска поља (фр. Champs-Élysées слушајⓘ) су најпрестижнија и најшира авенија у Паризу. Њено пуно име је Авенија Јелисејска поља. Са својим биоскопима кафеима и луксузним радњама, Јелисејска поља су једна од најпознатијих улица на свету, са ценом и до 1,25 милиона долара годишње за 100 m². Трећа је најскупља улица у свету (прва у Европи), после њујоршке Пете авеније и улице Козвеј беј у Хонгконгу. Име се односи на Јелисејска поља, место блажених у грчкој митологији.
Јелисејска поља су позната као La plus belle avenue du monde (најлепша авенија на свету). Долазак светских ланаца продавница током последњих година је унеколико изменио изглед карактер Јелисејских поља, па је у покушају да заустави ове промене (које назива банализацијом), градска влада Париза забранила отварање радње шведског ланца продавница H&M у овој авенији.

## Опис
Авенија је дугачка два километра, а налази се у 8. арондисману, у северозападном Паризу. Простире се од трга Конкорд на истоку, до Трга Шарла де Гола на западу, где се налази Тријумфална капија.

## Догађаји
Сваке године на дан Бастиље, кроз Јелисејска поља пролази највећа војна парада у Европи (види фотографије параде).
На Јелисејским пољима се традиционално завршава последња етапа Тур де Франса.
Велика спонтана окупљања се понекад одвијају на Јелисејским пољима, приликом разних прослава (као што је прослава новогодишње вечери, или прослава поводом освајања светског првенства у фудбалу).

## Галерија
|  |  |  |

|  |  |  |